# Kexby (Lincolnshire)
Kexby – wieś w Anglii, w hrabstwie Lincolnshire. Leży 18 km na północny zachód od Lincoln i 210 km na północ od Londynu.